# Jules Thibon
Pour les articles homonymes, voir Thibon.
Jules Maurice Thibon, né le 3 décembre 1824 à Aubenas et mort le 15 décembre 1881 à Coubert (Seine-et-Marne), est un artiste peintre français. 

## Biographie
Le Musée Calvet d'Avignon possède deux œuvres de la main de cet artiste : Le château de Ventadour et Muletiers du Vivarais.